# 양양 낙산사 담장
양양 낙산사 담장(襄陽 洛山寺 垣墻)은 강원특별자치도 양양군 강현면 전진리, 낙산사 법당인 원통보전의 둘레를 사각으로 에워싸고 있는 담장이다. 1971년 12월 16일 강원특별자치도의 유형문화재 제34호로 지정되었다.

## 개요
낙산사 법당인 원통보전의 둘레를 사각으로 에워싸고 있는 담장이다.
조선 세조(재위 1455∼1468)가 낙산사를 고쳐 지을 때, 처음 이 담장을 지었는데 대부분 터만 남아 있어 최근에 연결·보수하였다.
안쪽의 담벽을 기와로 쌓고, 바깥쪽은 막돌로 쌓은 이 담벽은 높이 3.7m·길이 220m이다. 암키와와 흙을 차례로 다져 쌓으면서 위·아래로 줄을 맞추고, 일정한 간격으로 둥근 화강석을 배치하여 단조로운 벽면을 아름답게 장식하였다. 법당을 향하고 있는 담장 안쪽에는 밑부분에 2층의 길게 다듬은 돌기단을 깔고, 그 위에 다시 한층의 긴 받침돌을 놓았다. 담장 위에는 기와로 지붕을 이어 담벽을 보호하도록 하였다.
돌기와와 흙으로 높고 정연한 담장을 쌓고 넓은 벽면을 아름답게 장식한 이 담장은, 법당을 둘러싸 신성한 지역을 구분하면서 공간 조형물로서의 효과도 함께 나타내고 있다.

## 같이 보기
- 낙산사

## 참고 문헌
- 낙산사담장 - 국가유산청 국가유산포털